# Stała Avogadra
Stała Avogadra – stała fizyczna liczbowo równa liczbie atomów, cząsteczek lub innych cząstek materii zawartych w jednym molu tej materii. Jej nazwa upamiętnia włoskiego fizyka Amedea Avogadra, twórcę prawa Avogadra. Oznaczana jest przez {\displaystyle N_{\mathrm {A} }} lub {\displaystyle L.} Jej wartość została przyjęta jako:
{\displaystyle N_{\mathrm {A} }=6{,}02214076\cdot 10^{23}\;\mathrm {mol} ^{-1}}

## Liczba Avogadra
Liczba Avogadra ma identyczne oznaczenie i wartość liczbową jak stała Avogadra, jednak – w odróżnieniu od niej – nie ma jednostki. Liczba Avogadra jest tożsamościowo równa jednemu molowi.
Termin ten został użyty po raz pierwszy przez Jeana Baptiste’a Perrina w 1909 r. Zdefiniował on wówczas (podczas swoich prac nad ruchami Browna) liczbę Avogadra jako liczbę cząsteczek w jednej gramocząsteczce tlenu (wówczas dokładnie 32 g). Liczba Avogadra była używana jako jednostka ilości materii do października 1971, kiedy to XIV Generalna Konferencja Miar wprowadziła pojęcie mola. Pojęcia „liczba Avogadra” i „stała Avogadra” były opisywane dawniej jako synonimy. We współczesnej literaturze chemicznej w dalszym ciągu spotyka się pojęcie liczby Avogadra używane w znaczeniu stałej Avogadra.

## Stała Loschmidta, liczba Loschmidta
W niektórych krajach stała Avogadra ma nazwę „stała Loschmidta”, a liczba Avogadra – „liczba Loschmidta”. Nie należy mylić jej ze stałą Loschmidta zdefiniowaną jako {\displaystyle n_{0}=N_{\mathrm {A} }/V_{0}} m−3.

## Stała Avogadra a inne stałe
Iloczynem stałej Avogadra i elementarnego ładunku elektrycznego jest stała Faradaya, zaś stałej Avogadra i stałej Boltzmanna – uniwersalna stała gazowa.